# 达考
达考，是匈牙利维斯普雷姆州所辖的一个村，总面积25.40平方公里，总人口672，人口密度26.5人/平方公里（2010年1月1日）。